# Sven Jacobsson
Sven Jacobsson (Masthuggs, 17 aprile 1914 – Carl Johans, 9 luglio 1983) è stato un calciatore svedese, di ruolo centrocampista.

## Carriera

### Club
Nel 1942 fu capocannoniere del campionato svedese; nello stesso anno ha anche vinto una Coppa di Svezia con il GAIS.

### Nazionale
Ha partecipato ai Mondiali del 1938.

## Palmarès

### Club

#### Competizioni nazionali
- Coppa di Svezia: 1

GAIS: 1942